# Earle S. MacPherson
Pour les articles homonymes, voir Macpherson.
Earle S. MacPherson (6 juillet 1891 à Highland Park, Illinois - 26 janvier 1960) est un ingénieur mécanicien.
Après avoir travaillé à la division Chevrolet de General Motors aux États-Unis, il est venu en France pour travailler à la division européenne du constructeur Ford, c'est là qu'il a développé son système de suspension, utilisé d'abord sur les Ford Consul anglaises en 1951 puis sur les  Ford Vedette françaises (type Versailles) en 1954 .